# International Big History Association
La International Big History Association, ("Asociación Internacional de Gran Historia") es una asociación de ámbito internacional y académico dedicada al estudio de la "Big History" ("Gran Historia" en español), utilizando la mejor evidencia empírica disponible y métodos académicos, con la colaboración de diferentes universidades en un marco interdisciplinar.
El término Gran Historia hace alusión a un campo académico emergente y se define como "el intento de comprender de manera unificada, la Historia del Cosmos o Universo, la Tierra, la Vida y la Humanidad", cubriendo la historia desde el Big Bang hasta la actualidad.
La Asociación Internacional de Big History (IBHA) fue fundada en el Observatorio Geológico Coldigioco en Coldigioco, Marche (Italia), el 20 de agosto de 2010.  Su sede se encuentra en el Brooks College de Estudios Interdisciplinarios, Grand Valley State University, en Allendale (Michigan, Estados Unidos), caracterizada por la realización de congresos desde 2012 y una revista especializada en el tema. 
Durante el congreso de la Asociación Internacional de Big History (IBHA), celebrado en San Rafael (CA) e inmediatamente después, algunos de los participantes comenzaron a desarrollar la idea de formar un grupo europeo de Big History. En el siguiente congreso de la IBHA celebrado en Ámsterdam en 2016, se celebró una sesión fuera de programa dedicada a la formación de este grupo, que finalmente se constituyó en septiembre de 2017 en la sede de la Fundación Valdés-Salas (Universidad de Oviedo, España) como Red Europea de la Gran Historia (REGH), que tiene como objetivo promocionar la Gran Historia en Europa, así como la futura implementación en otros continentes, para promover su estudio académico de integrar los conocimientos científicos y humanísticos para situar la historia humana dentro de la historia del cosmos, desde los orígenes del universo hasta las formas de vida actuales.
Su comité ejecutivo está formado por Lowell Gustafson de la Universidad de Villanova en Pennsylvania (presidente), Craig Benjamin de Grand Valley State University en Michigan (vicepresidente), Lucy Laffitte de Public Media Science Educator (secretaria), Barry Rodrigue de la Universidad del Sur de Maine (coordinador internacional), David Christian de la Universidad Macquarie en Sídney (tesorero), Dr. Mojgan Behmand de la Universidad Dominicana de California, Dr. Andrey Korotayev de la Universidad Estatal de Moscú, Dr. Jonathan Markley de la Universidad de California, Fullerton, Dr. Joseph Voros de  Swinburne University of Technology y Dr. Sun Yue de Capital Normal University.

## Historia

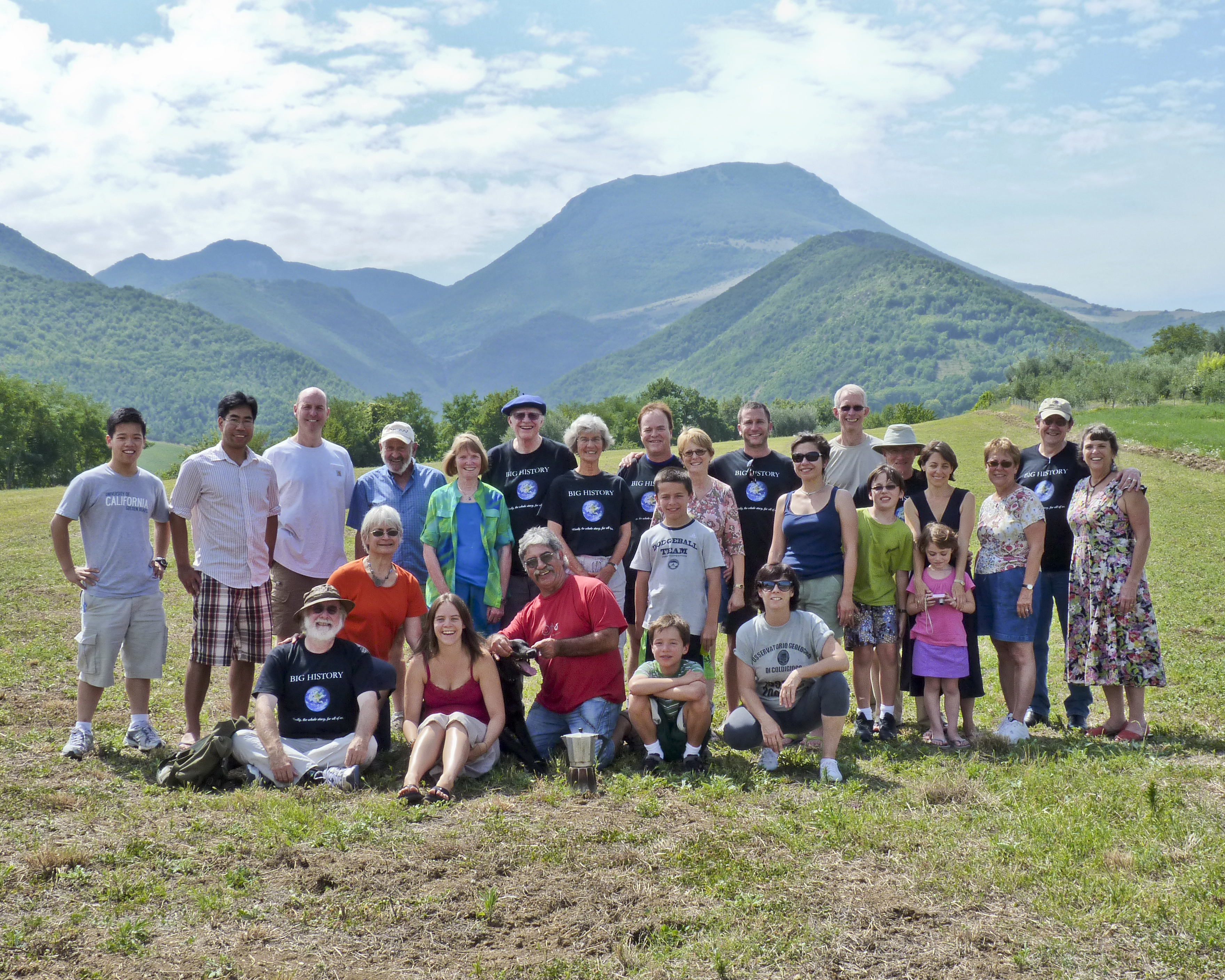
Los miembros fundadores de la Asociación Internacional de Big History se reunieron en Coldigioco (Italia) en 2010.

### Primera Conferencia de IBHA (2012)
La primera conferencia tuvo lugar en Grand Valley State University, Michigan (Estados Unidos).

### Segunda Conferencia de IBHA (2014)
La segunda conferencia tuvo lugar en la Universidad Dominicana de California, San Rafael (Estados Unidos).

### Tercera Conferencia de IBHA (2016)
Lla tercera conferencia tuvo lugar en la Universidad de Ámsterdam (Países Bajos).